# Tomasz Trafalczyk
Tomasz Trafalczyk (ur. 1883, zm. 21 czerwca 1903) – polski hutnik, ofiara pacyfikacji demonstracji w Hucie Laura.

## Życiorys

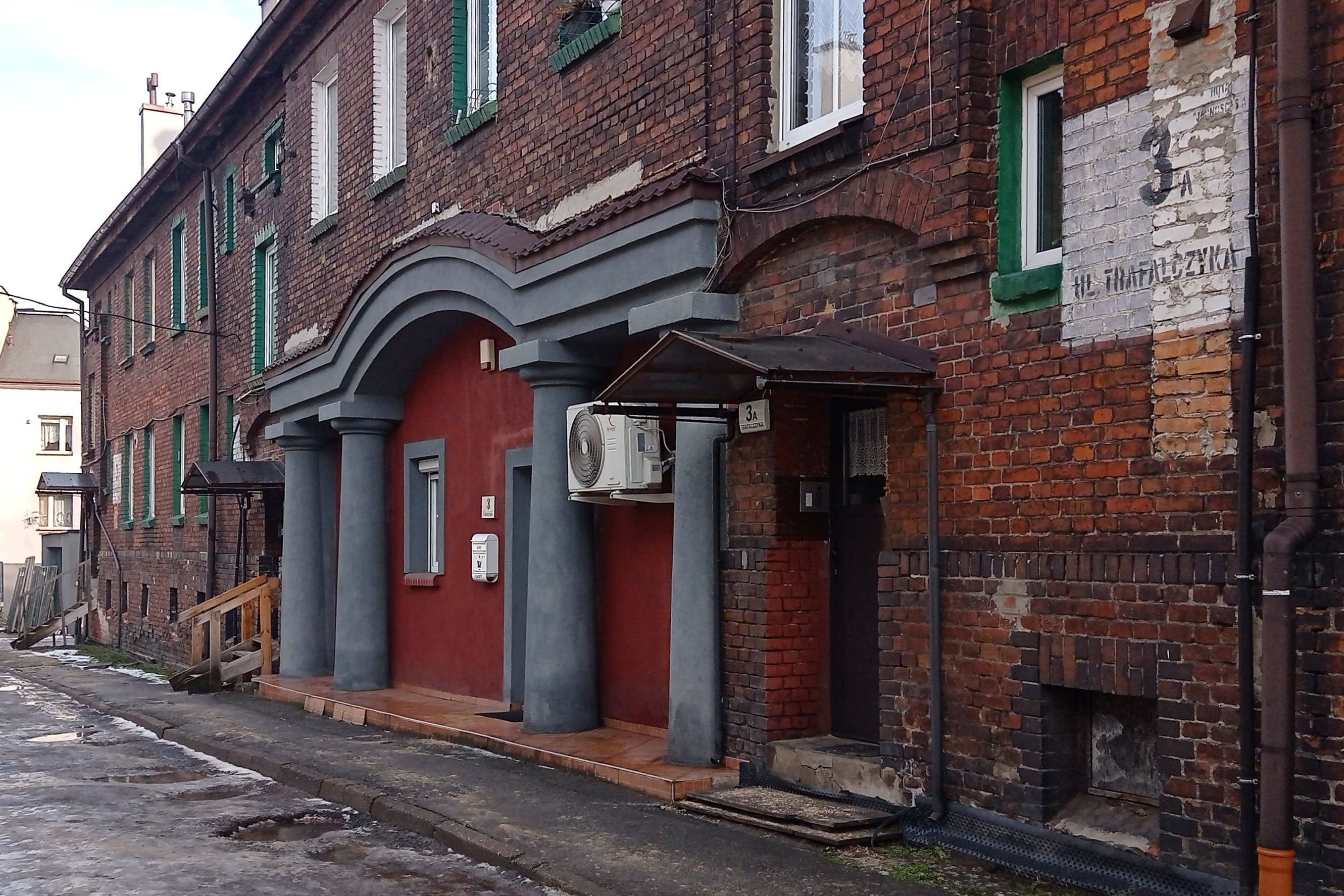
Ul. T. Trafalczyka w Siemianowicach Śląskich

Był synem Tomasza Trafalczyka. Pracował jako hutnik (kotlarz). Brał udział w demonstracji poparcia dla Wojciecha Korfantego w Hucie Laura, która była odpowiedzią na atak ks. Świdra wymierzony w Wojciecha Korfantego na spotkaniu przedwyborczym; zgromadzeni ruszyli na probostwo i wybili w nim szyby, a następnie udali się pod budynek administracyjny Huty Laura, który zaczęli demolować – urzędnicy z huty odpowiedzieli strzałami z rewolwerów. Doszło do starcia protestujących z policją, w kierunku policji poleciały kamienie. Trafalczyk zginął 21 czerwca 1903 roku o godzinie 11:30 w wyniku pacyfikacji rozruchów w Hucie Laura, został zastrzelony przez niemieckiego żandarma, kula trafiła w kręgosłup i wyszła czołem (według innego źródła kula trafiła w głowę). Doszło do masowych aresztowań, które objęły m.in. ojca i brata Wojciecha Korfantego. „Kattowitzer Zeitung” po tych zajściach opublikował tekst, w którym zmarły został przedstawiony jako osoba gwałtowna, która podburzała robotników z nożem w ręku, przeciwko czemu wystąpił ojciec ofiary i zażądał publikacji sprostowania tychże oszczerstw. Pomówienia o gwałtowność i pijactwo skierowane przez urzędnika Schroetera wobec zmarłego zostały skrytykowane przez sąd ziemiański w Berlinie.
Ksiądz katolicki odmówił pochówku zmarłego. Pochowano go 26 czerwca 1903 roku, pogrzeb stał się manifestacją narodową i patriotyczną ludzi z Siemianowic Śląskich. Kwiaty składane na jego grobie zabierała policja, a ludzie gromadzili się nad grobem pomimo groźby represji.

## Upamiętnienie
Jego imieniem nazwano ulicę w centrum Siemianowic Śląskich. 